# Sarriac-Bigorre
Sarriac-Bigorre is een gemeente in het Franse departement Hautes-Pyrénées (regio Occitanie) en telt 263 inwoners (1999). De plaats maakt deel uit van het arrondissement Tarbes.

## Geografie
De oppervlakte van Sarriac-Bigorre bedraagt 10,7 km², de bevolkingsdichtheid is 24,6 inwoners per km².

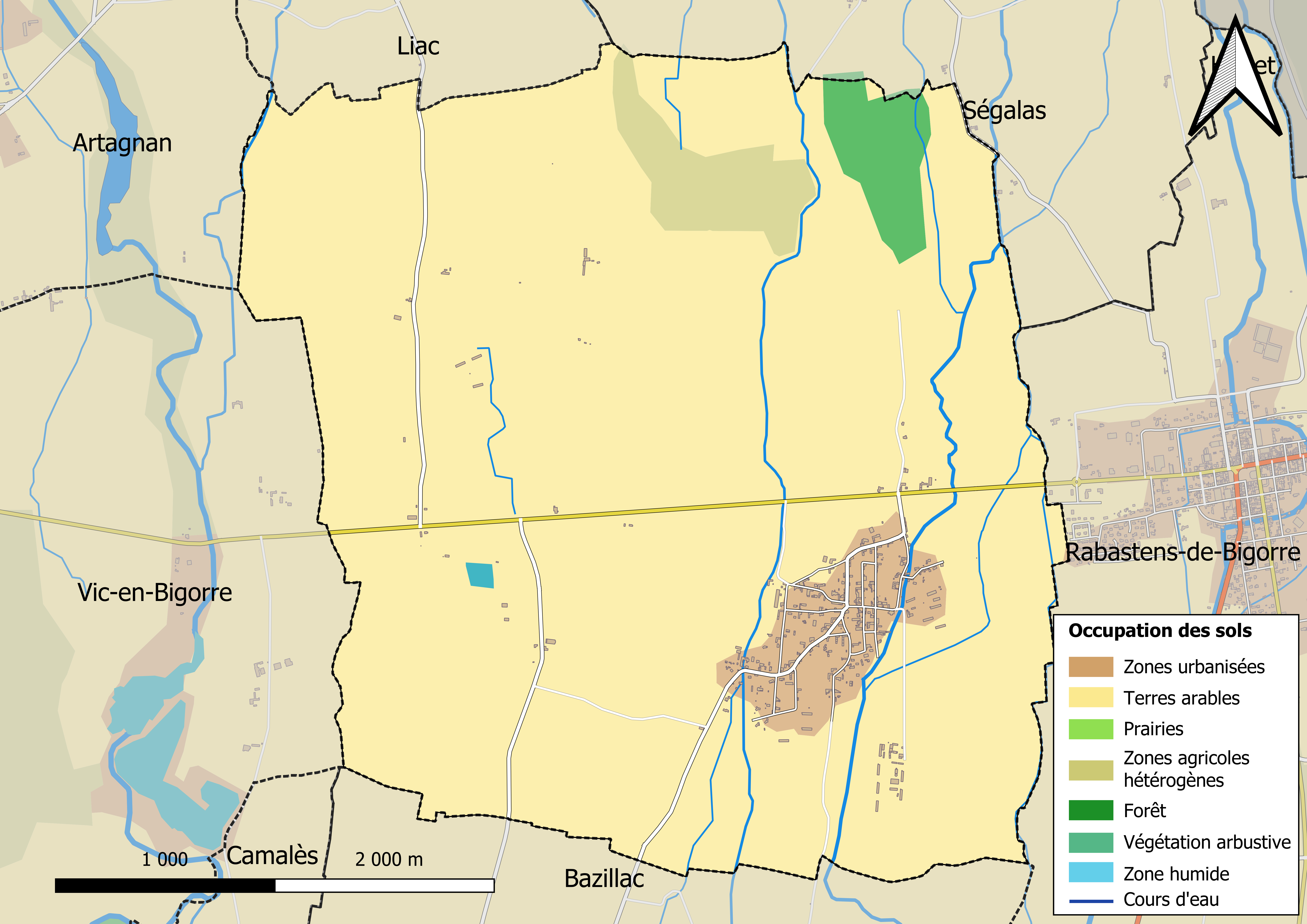
Kaart van de gemeente met belangrijkste infrastructuur, bodemgebruik en omliggende gemeenten

## Demografie
Onderstaande figuur toont het verloop van het inwonertal (bron: INSEE-tellingen).